# عقبة الحصة (جبلة)

تعديل مصدري - تعديل

عقبة الحصة محلة تابعة لقرية المردع، التابعة لعزلة المعشار بمديرية جبلة إحدى مديريات محافظة إب في الجمهورية اليمنية، بلغ تعداد سكانها 26 حسب تعداد اليمن لعام 2004.